# 그놈 프로젝트

그놈 프로젝트(The GNOME Project)는 그놈 데스크톱 환경 및 해당 환경을 기반으로 하는 소프트웨어 플랫폼 뒷편에 자리한 커뮤니티이다. 소프트웨어 개발자, 아티스트, 저자, 번역가, 기타 기여자, 그놈의 활동 사용자들 모두를 이룬다. 그놈 프로젝트는 더 이상 GNU 프로젝트의 일부가 아니다.